# Казачий Мыс
Казачий Мыс — село в Татарском районе Новосибирской области. Административный центр Казачемысского сельсовета.

## География
Площадь села — 276 гектаров.

## Население
| 2002 | 2007 | 2010 | 2012 | 2013 | 2014 | 2015 |
| ---- | ---- | ---- | ---- | ---- | ---- | ---- |
| 816  | ↘763 | ↘688 | ↗692 | ↘657 | ↘651 | ↗659 |
| 2016 | 2017 | 2018 | 2019 | 2020 | 2021 |      |
| ↘657 | ↘654 | ↘645 | ↘629 | ↘622 | ↘610 |      |

## Инфраструктура
В селе по данным на 2007 год функционируют 1 учреждение здравоохранения и 1 учреждение образования.